# Polystichum cuneatum
Polystichum cuneatum är en träjonväxtart som beskrevs av Nakaike. Polystichum cuneatum ingår i släktet Polystichum och familjen Dryopteridaceae. Inga underarter finns listade.